# Tablet (komputer)
Tablet – komputer przenośny o rozmiarach większych niż telefon komórkowy lub smartfon, którego główną właściwością jest posiadanie dużego ekranu z zastosowaną technologią Multi-Touch; zazwyczaj działa na systemie iOS lub Android. W przeciwieństwie do większości klasycznych urządzeń tablet PC i tablety nowszego typu nie posiadają klawiatury fizycznej, użytkownik posługuje się klawiaturą wirtualną, dotykając ekranu bezpośrednio, bez użycia rysika.
W odróżnieniu od komputerów osobistych tablety nie korzystają w zasadzie z nośników wymiennych (pomijając sporadyczną możliwość współpracy z kartami pamięci), a jedynie z wbudowanych dysków twardych. Dlatego też wszelkie aplikacje dostępne są głównie poprzez zakup lub bezpłatne pobranie ze specjalnych aplikacji-sklepów, co wiąże się z koniecznością posiadania dostępu do Internetu. Obecnie urządzenia te posiadają zwykle wbudowane karty do bezprzewodowej łączności (Wi-Fi, GSM, 3G, LTE), dzięki czemu przejmują także część funkcji nowoczesnych telefonów komórkowych. Tablety mają możliwość komunikowania się z komputerem osobistym za pomocą portu USB, co służy tworzeniu kopii zapasowych, przesyłaniu danych lub aktualizacji oprogramowania.
Jednym z popularniejszych tabletów jest Apple iPad, oparty na systemie operacyjnym iOS. Innymi popularnymi systemami operacyjnymi na tablety są: Android (wersja 3.0 została specjalnie zoptymalizowana dla tych urządzeń), Microsoft Windows RT, BlackBerry Tablet OS, webOS, MeeGo.
Polskimi producentami tabletów są Manta, NTT System, Modecom, myPhone, Kiano, GoClever i Incom.
Innym rodzajem tabletu są konstrukcje zdefiniowane jako tablet PC. Z powodu fizycznych podobieństw do slate PC, wszystkie tablety nazywane są potocznie tabletami PC, choć nie spełniają podstawowego wymogu tej specyfikacji – budowy na bazie architektury x86. Tablety takie jak iPad czy Samsung Galaxy Tab oparte są na architekturze ARM.
Istnieją również tablety oparte na systemie Android posiadające niezintegrowaną klawiaturę, co upodabnia je do laptopów. Na rynku dostępne są także peryferyczne klawiatury dla tabletów nie posiadających dedykowanego tego typu sprzętu.

## Rodzaje tabletów
Wraz z dynamicznym rozwojem rynku tabletów skutkującym zwiększeniem konkurencji pomiędzy producentami, w sprzedaży pojawiły się nowe gatunki tych urządzeń. Powstanie nowych typów tabletów wynika również z różnorodności potrzeb i oczekiwań użytkowników, a także chęci konkurencji z tabletami PC i notebookami opartymi na architekturze x86 i systemach z rodziny Microsoft Windows.

### Tablet typu full size

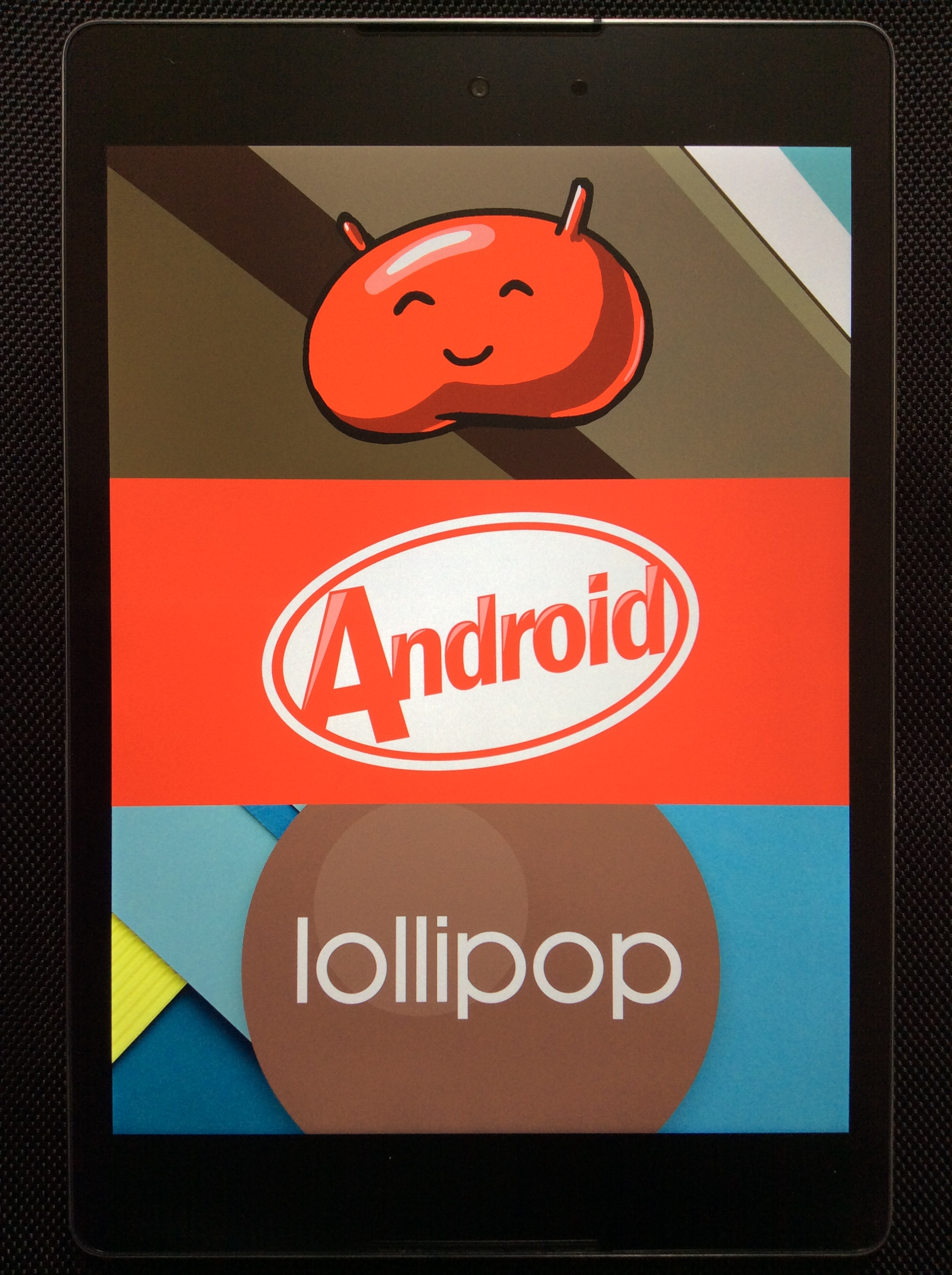
Google Nexus 9

Tablety te są pierwszym i wciąż najpopularniejszym rodzajem przenośnych urządzeń sterowanych dotykiem. Są to tablety o największym rozmiarze, ale też i jednocześnie najwyższych parametrach. Na podstawie tej konstrukcji powstały tablety typu transformer, które po podłączeniu klawiatury przypominają tradycyjne laptopy. Ten typ tabletu charakteryzuje się rozmiarem ekranu większym niż 9 cali.

### Minitablet
Minitablety charakteryzują się mniejszym rozmiarem względem pierwotnej konstrukcji, a ich powstanie wynika z chęci dotarcia do konsumenta ceniącego kompaktowe rozmiary urządzenia przenośnego. Charakteryzują się nieco słabszymi parametrami względem oryginalnych tabletów, co jest naturalnym następstwem miniaturyzacji. Urządzenia te zyskały na znaczeniu wraz z premierą iPada Mini w 2012 roku. Rozmiar ich ekranów wynosi standardowo 7 cali.

### Transformer

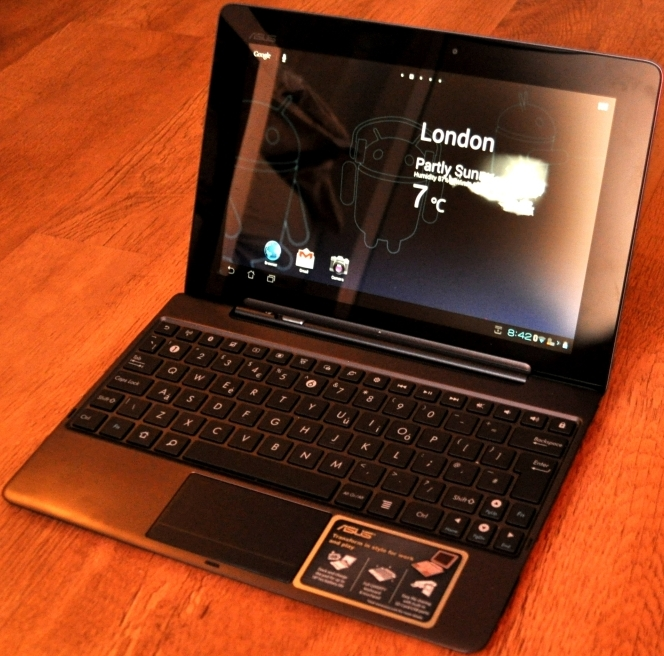
ASUS Eee Pad Transformer Prime

Tablety typu transformer są odpowiednikami slate PC opartymi na architekturze ARM. Ich najważniejszą cechą w stosunku do pierwszych konstrukcji typu tablet jest możliwość podłączenia klawiatury QWERTY, co w efekcie upodabnia tablet do laptopa. Konfigurację tę spopularyzował ASUS wprowadzając na rynek tablety z linii Eee Pad Transformer.

### Fablet
Fablet (phablet) to urządzenie o cechach zarówno smartfona, jak i tabletu. Jest większy od telefonu komórkowego, ale równocześnie mniejszy od mini tabletu (rozmiar wynosi zwykle 5 cali). Częstym akcesorium tego urządzenia jest rysik, co upodabnia fablet do palmtopów.

## Tablety a komputery osobiste

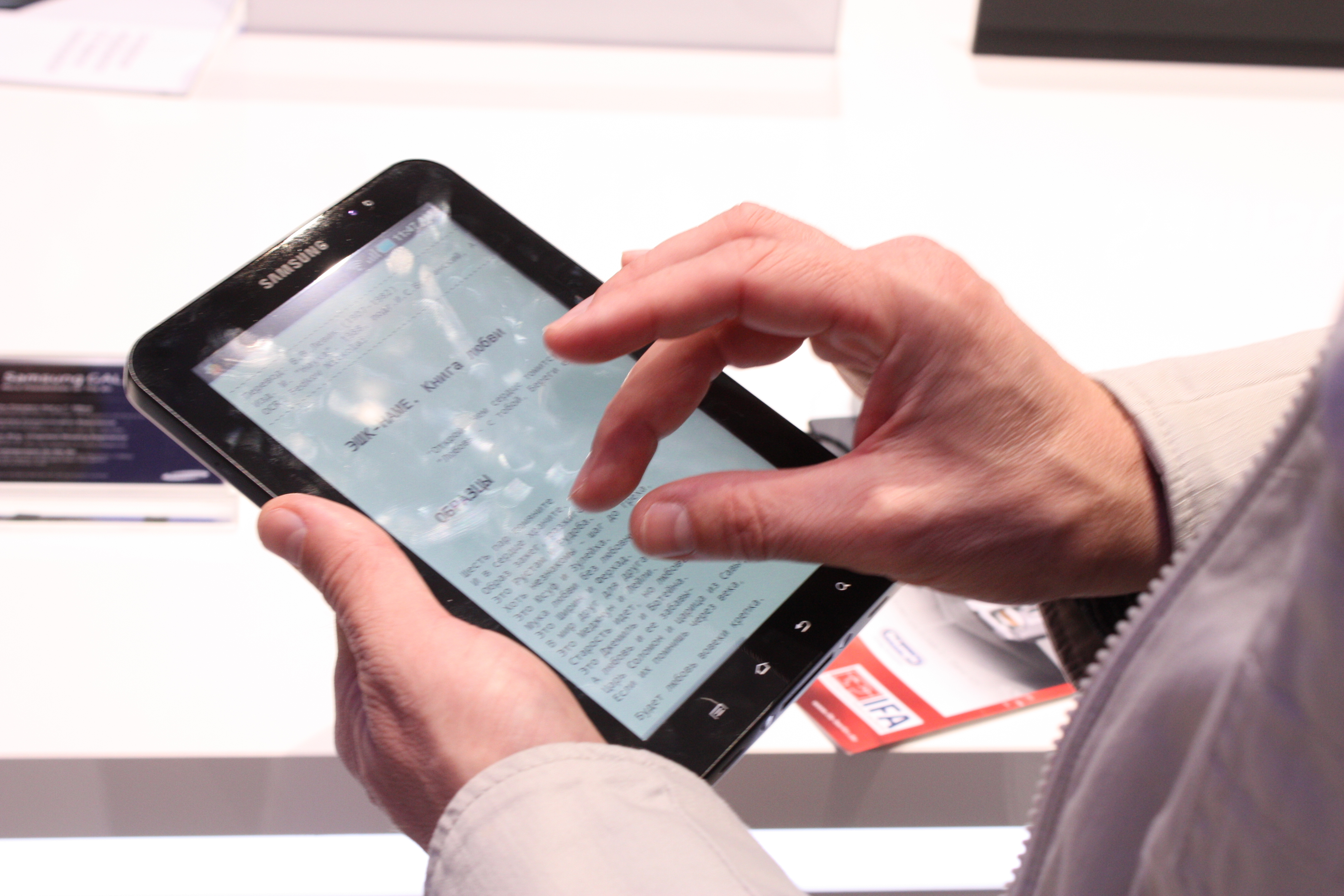
Samsung Galaxy Tab, rok 2010

Chociaż koncepcja na której bazują tablety została opracowana wcześniej, jednym z najistotniejszych momentów w historii tych urządzeń była premiera pierwszej generacji iPada firmy Apple Inc. w 2010 roku. Komputery z dotykowym ekranem stały się powszechne i ogólnie dostępne. Duży wkład w taki stan rzeczy miało ciepłe przyjęcie iPhone’a i jego systemu operacyjnego. Ponieważ pewnym ograniczeniem smartfonów był ich niewielki rozmiar, postanowiono wprowadzić na rynek urządzenie o podobnej funkcjonalności, ale umożliwiające bardziej komfortowe przeglądanie witryn internetowych i odtwarzanie filmów. Również i producenci smartfonów opartych na systemie Android, tacy jak na przykład Samsung i Sony, stopniowo wprowadzali swoje tablety.
Tablety okazały się być konkurencyjne w stosunku do laptopów. Nastawione na użytkowników wykorzystujących komputery głównie do przeglądania zasobów Internetu netbooki oraz ultrabooki były najważniejszym konkurentem tabletów, ze względu na ich kompaktowy rozmiar i słabsze możliwości względem tradycyjnych notebooków. Tablety oparte na architekturze ARM miały również przewagę nad konstrukcją, na której były wzorowane, czyli tablet PC, gdyż charakteryzowały się bardziej atrakcyjnymi gabarytami z punktu widzenia przenośności i ekranem dotykowym niewymagającym użycia stylusa. Te ostatnie dodatkowo uważane były za urządzenia dla profesjonalistów takich jak graficy czy architekci.
Dużą rolę w popularyzowaniu tabletów odgrywają operatorzy telefonii komórkowej, którzy opracowują oferty sprzedaży mobilnego dostępu do Internetu z tabletem zamiast modemu. W tym przypadku dodatkową przewagą tabletów nad laptopami, w szczególności netbookami, jest fakt posiadania wbudowanego modemu obsługującego karty SIM, co jest raczej rzadką cechą innych komputerów przenośnych.

### Tablety a tablety PC – nazewnictwo
W niektórych krajach, takich jak Niemcy, tablety oparte na architekturze ARM są, podobnie jak ich odpowiedniki x86, powszechnie nazywane tabletami PC. Jednakże w Polsce, chociaż komputer osobisty jest dosłownym tłumaczeniem angielskiego terminu personal computer, nazwy te określają zwykle dwa częściowo rozłączne zbiory urządzeń. Za komputery osobiste uważa się także Amigę (i inne komputery wyprodukowane przez Commodore), Atari, ZX Spectrum, itp. Natomiast termin PC (pecet), będący akronimem słów personal computer tyczy się wyłącznie specyfikacji IBM PC, którą obecnie reprezentują komputery oparte na architekturze x86. Wynika z tego, że chociaż tablety oparte na architekturze ARM są komputerami osobistymi, nie są komputerami klasy (IBM) PC.
Z drugiej strony, w wyniku nieustannego rozwoju tabletów pojawiają się urządzenia posiadające dwa procesory i zainstalowane systemy Windows i Android jednocześnie. W takiej sytuacji można uznać, iż określenia tablet i tablet PC są ze sobą tożsame.

## Historia tabletów
Historia tabletów sięga końca XIX wieku, kiedy w 1888 roku Elisha Gray opatentował elektryczne urządzenie do przechwytywania wprowadzanego za pomocą rysika pisma odręcznego i przekazywania go na odległość za pomocą impulsu elektromagnetycznego nazwane Teleautografem. Jednak pierwszy opatentowany system rozpoznawania ręcznie wprowadzanego tekstu należał do H.E. Goldberga i powstał on dopiero w 1915 roku. Urządzenia które według dzisiejszej definicji można by nazwać tabletami zaczęły pojawiać się dopiero w latach 60. XX wieku. Wielką popularność tablety zdobyły po wprowadzeniu w 2010 roku przez Apple iPada.

### Kalendarium

#### XIX wiek
1888 rok
- W USA zostało opatentowane przez Elishę Graya elektryczne urządzenie do przechwytywania za pomocą rysika pisma odręcznego oraz przekazywania go na odległość za pomocą impulsu elektromagnetycznego zwane teleautografem[4].

#### XX wiek
1914
- H.E. Goldberg opatentował urządzenie rozpoznające odręczne pismo wprowadzane za pomocą rysika zwane „Controller”[5].

1942
- Opatentowano ekran dotykowy za pomocą którego można było wprowadzać ręcznie pisane dane. Tzw. Teleutograph System[6].

1945
- Vannevar Bush opisał Memex[7] – urządzenie generujące informacje na mikrofilmach poprzez przenoszenie fotografii z papieru lub wrażliwego na dotyk przezroczystego ekranu.

1957
- Tom Diamond zademonstrował Stylator[8] – elektroniczny tablet z długopisem za pomocą którego można było wprowadzać dane oraz oprogramowanie do rozpoznawania ręcznie wprowadzonego tekstu w czasie rzeczywistym.

1961
- Stanisław Lem w swojej powieści „Powrót z gwiazd” opisał Opton[9] – „Był nawet podobny do książki, ale o jednej, jedynej stronicy między okładkami. Za dotknięciem pojawiały się na niej kolejne karty tekstu”.

1964
- Firma RAND Corporation wymyśliła RAND Tablet[10], jego ówczesna cena wynosiła 18 000 dolarów. Dołączony do niego rysik wyczuwał elektryczne impulsy przekazywane przez cienką siatkę przewodników rozmieszczonych na powierzchni przekaźnikowej. Rand Tablet powstał na bazie wojskowego projektu RAND powstałego w 1945 roku.

1968
- Amerykański reżyser Stanley Kubrick wykorzystał w swoim filmie „2001: Odyseja kosmiczna” tablet z płaskim ekranem odtwarzający bezprzewodowo materiał video.

1972
- Alan Kay z Xerox PARC opublikował „A personal Computer for children of all ages[11]” („Komputer osobisty dla dzieci w każdym wieku”) w którym opisał opracowany w 1968 roku koncept urządzenia z możliwością gromadzenia informacji o nazwie DynaBook pozwalał on na bezprzewodową łączność ze scentralizowanymi „przechowalniami” informacji, z których pobierałby najważniejsze zagadnienia na dany temat. Urządzenie miało mieć wielkość notatnika, wyposażone byłoby w ekran ciekłokrystaliczny i fizyczną klawiaturę. W założeniu pozwalałoby na, m.in. odtwarzanie plików muzycznych czy nagrywanie notatek głosowych. Pomysł brzmi znajomo, co najmniej jak obecnie dostępne na rynku produkty tego typu.

1973
- W Atlas Computer Laboratory powstał komputer Atlas DEC PDP15[12] oraz monitor VT-15 który był przeznaczony głównie dla szkół i laboratoriów technologicznych.

1979
- Powstał Apple Graphics Tablet[13] – był on urządzeniem peryferyjnym dla komputera Apple II i pozwalał na wygodną pracę w programach graficznych. Jego rynkowa cena była zbliżona do dzisiejszej ceny iPada i wynosiła 650$.

1983
- Firma Pencept wyprodukowała komputer PenPad 200[14] oparty na systemie MS-DOS 2.0, w którym zaproponowała używanie tabletu oraz systemu rozpoznawania pisma odręcznego zamiast tradycyjnej klawiatury oraz myszy.

1985
- Dwie firmy, Pencept i CIC oferują komputery z systemem rozpoznawania pisma odręcznego bazujące na systemie operacyjnym MS-DOS.

1987
- Apple Computer zaprezentowało koncepcję Knowledge Navigator oraz wypuściło pokazowy materiał video[15]. Urządzenie z dostępem do globalnej sieci pełniło rolę terminarza oraz było wyposażone w syntezator mowy potrafiący czytać wiadomości[16].

1989
- Firma GRID system wypuściła na rynek we wrześniu 1989 roku tablet GRiDPad[17] bazujący na systemie operacyjnym MS-DOS, do wprowadzania danych służył rysik. Urządzenie ważyło ponad 2 kg[18] i kosztowało 2370 USD[19]. GridPad posiadał procesor 10[18] MHz, 256 lub 512 kilobajtów pamięci RAM oraz 1 lub 2 megabajtów pamięci na dane.

1991
- Na rynek wyszedł NCR System 3125[20] wyposażony w procesor 20MHz, 4mb pamięci RAM, wyświetlacz o rozdzielczości 640x480 pikseli. Pracował pod kontrolą MS-DOS, Penpoint OS.
- Microsoft stworzył Windows for Pen Computing 1.0[21].

1992
- 19 Lipca 1992 IBM wyprowadził do sprzedaży swój pierwszy tablet pod nazwą IBM 2521[22].

1993
- Firma Amstrad wyprodukowała PenPad PDA600[23].
- Sierpień 1993 Apple Computer wyprodukowało urządzenie Newton[24] znane też jako MessagePad.
- IBM wyprodukował pierwszy smartfon pod nazwą IBM Simon[25] Personal Communicator, był to analogowy telefon komórkowy wyposażony w dotykowy wyświetlacz. Nie rozpoznawał pisma odręcznego, ale pozwalał na pisanie wiadomości i wysyłanie ich jako faksy poprzez sieć komórkową.
- AT&T wprowadziło na rynek EO Personal Communicator[26], który połączył system PenPoint z bezprzewodową komunikacją.

1995
- Premiera Zenith CruisePad[27] – Zapewniał bezprzewodowe połączenie z komputerem, był wyposażony w 8,5 calowy ekran monochromatyczny obsługiwany za pomocą rysika, jak i ekranowej klawiatury.

1996
- Twórca procesorów ARM firma Acorm Computers wyprodukowała tablet z ekranem dotykowym nazwany NewsPad[28].

1997
- W sprzedaży pojawił się PalmPilot[29] wyposażony w modem i pracujący pod kontrolą systemu PalmOS.

1998
- Rok 1998 okazał się przełomowy dla segmentu tabletów ponieważ firma Fujitsu wprowadziła pierwszy tablet wyposażony w kolorowy wyświetlacz dotykowy oraz procesor o taktowaniu 233 MHz. Urządzenie nosiło nazwę Stylistic 2300[30].

#### XXI wiek
2001
- Bill Gates zaprezentował stworzony przez Compaq – Compaq Tablet[31] prototyp Tablet PC pracujący pod kontrolą specjalnie do niego przystosowanej wersji systemu Windows XP Tablet PC Edition. Jednak w dalszym ciągu był to laptop z obrotowym ekranem dotykowym.

2002
- Microsoft wypuszcza Microsoft Tablet PC, zaprojektowany i wyprodukowany przez HP.

2005
- Apple przejął firmę Fingerworks, która w latach 1999–2005 rozwinęła technologię multi touch i wykorzystał ich technologię w iPhone.
- Nokia wyprodukowała Nokia 770[32] Internet Tablet.

2007
- Firma Axiotron zaprezentowała Modbook[33], tablet bazujący na sprzęcie i oprogramowaniu Apple.
- 5 września 2007 Apple wprowadziło iPod touch odtwarzacz mp3 z funkcją Wi-Fi[potrzebny przypis].

2008
- 23 września 2008 Odbyła się premiera pierwszego systemu operacyjnego firmy Google przeznaczonego na urządzenia przenośne z dotykowym wyświetlaczem nazwanego Android[34].

2009
- 16 marca 2009 Firma Motion Computing rozpoczęła sprzedaż opartego na systemie Windows Motion J3400 Tablet PC[35].
- 15 lipca 2009 Pojawił się w sprzedaży wyprodukowany przez ASUS tablet EEE PC T91[36], był on wyposażony w dotykowy, obrotowy ekran oraz system Windows XP.

2010
- 3 kwietnia 2010 zadebiutował Apple iPad[37] pracujący pod kontrolą systemu iOS stosowanego wcześniej w iPhone i iPod Touch.
- 2 września 2010 odbyła się premiera Samsung GT-P1000[38] Galaxy Tab, tabletu wyprodukowanego przez koreańską firmę Samsung działającego na systemie Android 2.2.
- 22 października HP wypuściło na rynek Tablet HP Slate 500[39] oparty na systemie Windows 7.

2011
- 24 lutego 2011 Motorola wyprodukowała 10. calowy tablet Xoom[40] oparty na systemie Android 3.0.
- 11 marca 2011 Zadebiutował iPad 2[41], tylko w marcu sprzedano 2,5 mln egzemplarzy.
- 19 kwietnia 2011 Zadebiutował BlackBerry Playbook bazujący na BlackBerry Tablet OS.
- 15 listopada 2011 Zadebiutował wyprodukowany przez Amazon tablet Kindle Fire[42].

2012
- 27 lutego 2012 Samsung zaprezentował Galaxy Note 10.1[43] oparty na systemie Android 4.0.
- 7 marca 2012 zadebiutował Apple iPad 3[44].
- 18 czerwca 2012 Microsoft wyprodukował Microsoft Surface RT[45], pierwszy tablet z systemem Windows RT i mikroprocesorem o architekturze ARM.
- 27 czerwca 2012 Zadebiutował Nexus 7 – pierwszy tablet Google wyprodukowany przez Asus.
- 2 listopada 2012 odbyła się premiera iPad 4 oraz iPad Mini.

2013
- 26 lipca 2013 Zadebiutowała druga wersja Nexus 7[46].
- 22 października 2013 Odbyła się premiera iPad Air[47].
- 22 października 2013 Microsoft wypuścił Surface 2[48] oparty na procesorze ARM oraz Surface Pro 2 oparty na procesorze Intel Core i5.

#### Przyszłość tabletów
- W 2012 roku szacowano, że sprzedaż tabletów w 2016 roku osiągnie 198 mln sztuk[49], jednak w rzeczywistości sprzedano jedynie 175 milionów egzemplarzy sprzętu tego rodzaju[50].